# Maria Teresa Casini

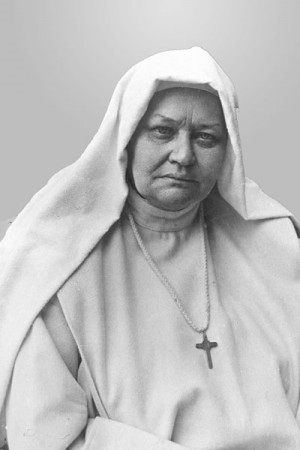
Maria Teresa Casini

Maria Teresa Casini (* 27. Oktober 1864 in Frascati; † 3. April 1937 in Grottaferrata) war eine italienische römisch-katholische Ordensfrau und Gründerin der Kongregation der Oblatinnen des heiligen Herzen Jesu. In der katholischen Kirche wird sie als Selige verehrt.

## Leben
Mutter Maria Teresa Casini wurde am 27. Oktober 1864 in Frascati, einer Ortschaft der Castelli Romani bei Rom, geboren. Sie war das erste Kind der Eheleute Tommaso Casini und Melania Rayner. Zwei Tage nach ihrer Geburt wurde sie am 29. Oktober in der Kathedrale von Frascati auf den Namen Teresa Maria Adelaide Lutgarda getauft. Als Teresa 10 Jahre alt war, starb ihr Vater. Deswegen zog sie mit ihrer Mutter nach Grottaferrata zu den Großeltern mütterlicherseits.
Ab 1875 besuchte sie das Kolleg Santa Rufina in Rom. Dort empfing sie auch am 7. Mai 1876 die Erstkommunion. Zu diesem Zeitpunkt erkannte sie auch ihre Berufung zu einem gottgeweihten Leben in einer Ordensgemeinschaft. Aus gesundheitlichen Gründen musste sie das Kolleg verlassen und zur Familie zurückkehren. Nach ihrer Rückkehr zur Familie erlebte sie eine Zeit großer Not, da sie am Leben der Gesellschaft und der Welt teilnehmen musste. Schnell merkte sie, dass sie dort nicht hingehörte. Teresa begegnete Pater Arsenio Pellegrini, dem Abt des byzantinischen Klosters Santa Maria di Grottaferrata. Mit dieser Begegnung begann die entscheidende Phase im Leben der jungen Frau. Sie öffnete sich dem Willen Gottes und war bereit, dem Ruf des Herzens Jesu zu folgen, das sie in einer Vision mit einem Dorn durchbohrt sah. In dieser Vision bat Gott sie, für die Sünden seiner Priester, die sein Herz beleidigen, zu sühnen und ihn in seinem Schmerz zu trösten. Teresa beschloss, der Aufforderung nachzukommen und ihr Leben der Sühne und Wiedergutmachung sowie dem Gebet für die Priester zu weihen.
In der Freude, Gott ihr Leben als Opfer darbringen zu können, trat sie am 1. Februar 1886 in das Klarissenkloster der heiligsten Empfängnis in Rom ein. Dort begann sie voll Zuversicht ihr Leben in der Abgeschiedenheit der Klausur. Nach zwei Jahren musste sie allerdings wegen ihrer schlechten Gesundheit das Kloster wieder verlassen und zu ihrer Familie zurückkehren. Ihrem geistlichen Begleiter gehorsam, trat sie der gerade entstehenden Gemeinschaft der Wahren Liebhaber des Herzens Jesu in Rom bei. Aber auch dieser Weg endete für sie frühzeitig, da die Gemeinschaft spirituell schwach war und nach dem Tod der Gründerin nicht fortbestand.
Im Alter von 23 Jahren machte Teresa sich nun Gedanken, wie sie ihre Berufung weiterleben sollte und wie sie für die Heiligung der Priester tätig werden konnte. Sie bezog ein kleines Apartment in Grottaferrata. Bald schlossen sich ihr einige junge Mädchen an, die ihr spirituelles Ideal teilten. Gegen den Widerstand ihrer Familie verkaufte sie den Teil ihres Besitzes und begann, mit dem Geld eine Unterkunft für sich und ihre Begleiterinnen zu errichten. Die wirtschaftlichen Schwierigkeiten waren enorm, aber am 17. Oktober 1892 konnten sie in das neue Haus einziehen. Am 2. Februar konnten sie mit Erlaubnis des Bischofs von Frascati, Kardinal Serafino Vannutelli, die Hauskapelle eröffnen, in der auch das Allerheiligste aufbewahrt werden durfte und von der aus das neue Werk Teresas begann. Die Gemeinschaft erhielt den Namen Opfer für das heilige Herz und die Schwestern führten ein kontemplatives Leben mit ununterbrochener Anbetung zur Sühne und zur Heiligung der Priester.
Im Jahr 1908 wurde Mutter Maria Teresa von Kardinal Francesco Spinelli, Bischof von Frascati, gebeten, dass sich die Gemeinschaft apostolischer Tätigkeiten widmen solle und die Priester und die Bevölkerung aktiv unterstützen solle. 1910 eröffneten die Schwestern ihre erste Anstalt zur Erziehung der Töchter der Bevölkerung. Damit konnten sie sie zu guten Familienmüttern heranbilden und indirekt für zukünftige Priesterberufungen sorgen.
Mit der kanonischen Anerkennung der Gemeinschaft am 1. November 1916 wechselte die Bezeichnung der Schwestern zu Oblatinnen des heiligen Herzen Jesu.
Mutter Maria Teresa gründete im Jahr 1925 mit der Erlaubnis des Bischofs von Frascati, Kardinal Francesco di Paola Cassetta, das Werk der Kleinen Freunde Jesu, und errichtete ein Kolleg und eine Schule. Das Werk, aus dem viele Priesterberufungen erwuchsen, verbreitete sich in Italien und im Ausland.
Bis zu ihrem Tod kümmerte sich Mutter Maria Teresa stets um das Wohl der Priester und tat alles, damit sich die von ihr gegründete Gemeinschaft durch die veränderten Bedürfnisse der Zeit hindurch ihrem ursprünglichen Zweck, der Sühne und Heiligung der Priester, widmen konnte. Mit tiefer Demut lebte sie in der Abgeschiedenheit, um im Gehorsam den Willen Gottes zu erfüllen. Heimgesucht von Krankheiten, verbrachte sie die letzten Jahre in Schmerzen ans Bett gefesselt. In der Morgendämmerung des 3. April 1937 starb sie im Mutterhaus der Gemeinschaft in Grottaferrata.

## Seligsprechung
Am 20. Mai wurden ihre sterblichen Überreste in die Kapelle des Generalates in Rom (Via Casaletto) überführt. Papst Johannes Paul II. erkannte ihr am 7. Juli 1997 den heroischen Tugendgrad an und verlieh ihr den Titel Ehrwürdige Dienerin Gottes. Am 22. Januar 2015 wurde von Papst Franziskus ein Heilungswunder durch ihre Fürsprache anerkannt. Kardinal Angelo Amato sprach sie am 31. Oktober 2015 im Auftrag von Papst Franziskus in einer feierlichen Messfeier vor der Kathedrale von Frascati selig.

## Gedenktag
Ihr Gedenktag in der Liturgie der Kirche ist der 29. Oktober, ihr Tauftag.

## Werke
- Maria Teresa Casini: Autobiografie. Editrice VELAR, Bergamo 2015. ISBN 978-88-6671-203-9.